# Décès en 900
Décès
- 896
- 897
- 898
- 899
- 900
- 901
- 902
- 903
- 904

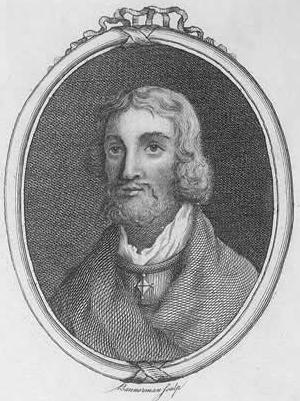
Donald II mort en 900.

Cette page dresse une liste de personnalités mortes au cours de l'année 900 :
- 26 mars : Jean IX, 116e pape de l'Église catholique romaine.
- 13 avril : Fujiwara no Takafuji, kugyō (noble japonais) de l'époque de Heian.
- 17 juin : Foulques le Vénérable, archevêque de Reims, assassiné.
- 13 août : Zwentibold, dernier roi de Lotharingie.

- Bagrat Ier d'Artanoudji, prince géorgien d'Artanoudji-Calarzène.
- Ridolfo Colonna, 4e comte de Corse.
- Donald II, roi d'Écosse.
- Jean, évêque d'Arezzo.

## Crédit d'auteurs
- Cet article est partiellement ou en totalité issu de l'article intitulé « 900 » (voir la liste des auteurs).